# بيتر هيل (عازف بيانو)
بيتر هيل (بالإنجليزية: Peter Hill)‏ هو عازف بيانو بريطاني، ولد في 1948.

## وصلات خارجية
- بيتر هيل على موقع ميوزك برينز (الإنجليزية)
- بيتر هيل على موقع ديسكوغز (الإنجليزية)